# Bogodogo
Bogodogo war bis 2012 eines von fünf Arrondissements, in das Ouagadougou, die Hauptstadt des westafrikanischen Staates Burkina Faso, unterteilt war.
Das Arrondissement wurde am 21. Mai 1987 gegründet und umfasst fünf Sektoren (14, 15, 28, 29, 30) sowie die zwei Dörfer Balkuy und Yamtenga. Die Einwohnerzahl beträgt 374.473 Personen (Zensus 2006).